# Гецль, Ян
Ян Гецль (чеш. Jan Hecl; 29 мая 1929, Свебогов, район Шумперк — 25 февраля 2000, Прага) — чешский флейтист.
С 1946 года учился в Праге в школе военных музыкантов, затем с 1949 года играл на флейте в составе Армейского художественного ансамбля имени Вита Неедлы. В 1950—1955 гг. учился в Пражской консерватории у Франтишека Чеха, затем в Академии музыкального искусства у Йозефа Бока. В 1959 году разделил первую премию на международном музыкальном фестивале «Пражская весна».
С 1960 года играл в составе Духового квинтета Пражской филармонии, гастролировал с ним в Австралии, Новой Зеландии, Индонезии, Дании, Швеции, Австрии, ФРГ, ГДР, СССР. В 1968 году стал одним из соучредителей нового Пражского духового квинтета. Как солист записал концерты для флейты с оркестром Вилема Блодека (1973, с Пражским симфоническим оркестром, дирижёр Либор Главачек), Олдржиха Флосмана (1977, с Камерным оркестром имени Дворжака), Йозефа Мысливечека и Карла Стамица (1980, с оркестром Musici de Praga, дирижёр Милош Конвалинка).
Вёл класс камерного ансамбля в Пражской консерватории.